# Соколов, Андрей Юрьевич (латвийский шахматист)
Андрей Юрьевич Соколов (латыш. Andrejs Sokolovs; 23 февраля 1972) — латвийский шахматист, международный мастер (1992).

## Биография
В конце 1980-х и в начале 1990-х один из лучших шахматистов Латвии. Многократный участник финалов чемпионатов Латвии по шахматам. Лучший результат — 2-е место в 1990 (победил Эдвин Кеньгис) и в 1994 годах (победил Валерий Журавлёв). Два раза представлял Латвию на шахматных олимпиадах (1994, 1996) и один раз на командном первенстве Европы по шахматам (1992).
С 2002 года в серьёзных шахматных турнирах участвует редко, но по рейтингу ФИДЕ остается в десятке сильнейших шахматистов Латвии. В настоящее время проживает в Великом Новгороде и участвует в шахматной жизни города. В 2012 году стал победителем городского международного турнира по блицу. В 2013 году победил в открытом чемпионате Новгородской области по быстрым шахматам и блицу.

## Изменения рейтинга
| Графики недоступны из-за технических проблем. См. информацию на Фабрикаторе и на mediawiki.org. |